# Сенюшкин, Сергей Александрович
Сергей Александрович Сенюшкин (азерб. Sergey Aleksandroviç Senyuşkin; 15 сентября 1957 — 29 февраля 1992) — военный лётчик, военнослужащий Вооружённых сил Азербайджана. Национальный герой Азербайджана (1992).

## Биография
Родился Сергей Александрович Сенюшкин 15 сентября 1957 года в городе Сызрани, Куйбышевской области, РСФСР. В 1974 году завершил обучение в городской средней школе. Поступил в Сызранский политехнический институт. В 1975 году продолжил учебу в Сызранском высшем военном авиационном училище лётчиков. После завершения обучения в 1979 году был направлен для дальнейшего прохождения службы в Белорусский военный округ. Был назначен на должность штурмана-оператора самолета, а затем — командиром вертолета. Сергей подробно изучил и овладел в совершенстве лётной программой вертолетов МИ-8 и МИ-24.
В 1989 году летчик первого класса, кандидат в мастера по парашютному спорту, майор Сенюшкин был назначен заместителем командира одной из воинских частей Закавказского военного округа. С 1 февраля 1992 года он продолжил свою службу в Вооружённых силах Азербайджанской Республики. Был назначен на должность тренера-инструктора Учебно-тренировочного центра № 843 воинской части.
Майор Сенюшкин принимал самое активное участие в становлении Военно-воздушных сил Азербайджана. В Учебно-тренировочном центре он готовил прибывших на военную службу молодых лётчиков гражданских самолетов к осуществлению полётов на вертолетах МИ-24. Сам лично имел боевые вылеты в места вооружённого конфликта в Нагорном Карабахе. Сенюшкин оказывал помощь ходжалинцам, оказавшимся под угрозой уничтожения. На своём вертолёте он совершал по несколько вылетов в день в Ходжалы, чтобы вывезти стариков, женщин и детей из опасной зоны. Сенюшкин до конца своей жизни с честью выполнял свой человеческий воинский долг.
Один из вылетов 29 февраля 1992 года завершился трагически. В обычный день учебных полетов, отработав задание, экипаж возвращался на базу, но в пригороде Баку, над озером возле поселка Новханы, вертолет Ми-24 потерпел крушение. Случайные свидетели рассказывали, что борт летел на малой высоте, и в какой-то момент стал винтом цеплять воду. Гибель вертолета произошла в считанные секунды. В этом происшествии погибли командир эскадрильи Я. Алиев, оператор Ф. Байрамов и летчик-инструктор С. Сенюшкин.
Похоронен на родине в городе Сызрани Самарской области.
Был женат, воспитывал двоих дочерей.

## Память
Указом Президента Азербайджанской Республики № 204 от 14 сентября 1992 года Сергею Александровичу Сенюшкину было присвоено звание Национального героя Азербайджана (посмертно).
Имя Национального героя Азербайджана Сергея Сенюшкина носит одна из улиц в Хатаинском районе столицы Азербайджана городе Баку.